# Fortune 500

Số ra ngày 24 tháng 7 năm 2006 của tạp chí Fortune, giới thiệu danh sách Fortune 500

Fortune 500 là bảng xếp hạng danh sách 500 công ty lớn nhất Hoa Kỳ theo tổng doanh thu mỗi công ty được biên soạn hàng năm bởi tạp chí Fortune. Danh sách này bao gồm các công ty đại chúng và công ty tư nhân có doanh thu công khai. Fortune 500 là ý tưởng của Edgar P. Smith, một biên tập viên của tạp chí này. Danh sách đầu tiên được xuất bản từ năm 1955. Fortune 500 là danh sách được sử dụng phổ biến hơn Fortune 100 hoặc Fortune 1000.

## Lịch sử
Fortune 500 xuất bản lần đầu tiên năm 1955 với ý tưởng ban đầu của Edgar P. Smith. Mười công ty đứng đầu cho danh sách lúc đó là General Motors, Jersey Standard, US Steel, General Electric, Esmark, Chrysler, Armor, Gulf Oil, Mobil và DuPont. Fortune 500 ban đầu được giới hạn cho các công ty có nguồn thu từ quá trình sản xuất, khai mỏ và năng lượng. Đồng thời, Fortune cũng xếp hạng danh sách Fortune 50 ngân hàng (theo tài sản), cơ điện tử (theo tài sản), bảo hiểm nhân thọ (theo tài sản), nhà bán lẻ (theo tổng doanh thu) và vận tải (theo doanh thu). Năm 1994, tạp chí mở rộng thêm lĩnh vực dịch vụ.

## Tổng quan
Sau đây là danh sách 10 công ty hàng đầu.
| Thứ hạng | Công ty            | Tiểu bang    | Ngành công nghiệp                                | Doanh thu bằng USD |
| -------- | ------------------ | ------------ | ------------------------------------------------ | ------------------ |
| 1        | Walmart            | Arkansas     | Buôn bán tổng hợp                                | $572.8 tỷ          |
| 2        | Amazon             | Washington   | Dịch vụ Internet và bán lẻ                       | $469.8 tỷ          |
| 3        | Apple              | California   | Máy tính, thiết bị văn phòng                     | $365.8 tỷ          |
| 4        | CVS Health         | Rhode Island | Chăm sóc sức khỏe: nhà thuốc và các dịch vụ khác | $292.1 tỷ          |
| 5        | UnitedHealth Group | Minnesota    | Chăm sóc sức khỏe: bảo hiểm và chăm sóc quản lý  | $287.6 tỷ          |
| 6        | ExxonMobil         | Texas        | Lọc dầu                                          | $285.6 tỷ          |
| 7        | Berkshire Hathaway | Nebraska     | Bảo hiểm: tài sản và thương vong (chứng khoán)   | $276.1 tỷ          |
| 8        | Alphabet           | California   | Dịch vụ Internet và bán lẻ                       | $257.6 tỷ          |
| 9        | McKesson           | Texas        | Chăm sóc sức khỏe                                | $238.2 tỷ          |
| 10       | AmerisourceBergen  | Pennsylvania | Chăm sóc sức khỏe                                | $214.0 tỷ          |

### Chi tiết theo tiểu bang
Đây là danh sách 10 tiểu bang hàng đầu có nhiều công ty nhất trong Fortune 500.
| Thứ hạng | Tiểu bang     | Công ty |
| -------- | ------------- | ------- |
| 1        | California    | 53      |
| 1        | New York      | 53      |
| 3        | Texas         | 49      |
| 4        | Illinois      | 28      |
| 5        | Ohio          | 25      |
| 6        | Pennsylvania  | 24      |
| 7        | Virginia      | 22      |
| 8        | Florida       | 20      |
| 9        | Georgia       | 19      |
| 10       | Massachusetts | 18      |
| 10       | Minnesota     | 18      |